# Intuit
直覺公司是一家總部位於美國加利福尼亞州山景城的跨國計算機軟件公司，主要製作金融和退稅相關的軟件。 其較著名的產品包括Quicken、TurboTax和QuickBooks。

## 历史
該公司由斯科特·庫克和湯姆·普魯克斯在1983年成立於加利福尼亞州帕羅奧圖，他們開發的第一款產品即Quicken，後來微軟推出了Microsoft Money以與其競爭。1993年上市之後，微軟一度試圖將該公司買下，但未得美國司法部批准。